# Cangrande I della Scala
Cangrande I della Scala fou fill d'Albert I della Scala. Va néixer a Verona el 9 de març de 1291. Fou capità del poble i senyor de Verona i Vicenza el 1311, a la mort de son germà Alboí I della Scala al que ja estava associat des del 1304. Fou senyor de Pàdua des del 1318, i de Belluno i Feltre des el 1322. El 1311 fou nomenat vicari imperial i príncep de l'Imperi però associat a son germà Frederic della Scala. Fou mecenes del poeta Dante Alighieri.
Es va casar a Verona el 1308 amb Joana, filla de Conrad d'Antioquia comte d'Alba.
Va morir a Verona el 18 de juliol de 1329. Només va deixar fills naturals: el seu fill natural Gilbert va morir a la presó el 28 de juliol de 1335 i va deixar una filla, Caterina que fou monja. Les filles naturals Franceschina, Lucia Cagnola, Giustina, Angela, Margherita i Beatrice foren totes religioses (la primera abadessa de Sant Miquel de Campanya a Verona, i la darrera abadessa del monestir de San Domenico de Verona del 1376 al 1394, les altres monges) menys Margherita. Els altres dos fills foren: Alboí della Scala i Francesc della Scala (mort el 1342). Francesco, cavaller, es va casar a Verona el 1328 amb Maddalena, filla de Rolando Rossi, comte de Borgo San Donnino. Va morir l'1 de març de 1342.
A Cangrande I della Scala el va succeir el seu nebot Mastino II della Scala.